# FK Baku
FK Baku este un club de fotbal din Baku, Azerbaidjan care evoluează în Yuksak Liga.

## Palmares
Yuksak Liga
- Campioană (2): 2005–06, 2008–09
- Vicecampioană (2): 1997–98, 2009–10

Cupa Azerbaidjanului
- Câștigătoare (3): 2004–05, 2009–10, 2011–12

## FC Baku în Europa
| Sezon   | Competiție       | Rundă |          | Club             | Scor     |
| ------- | ---------------- | ----- | -------- | ---------------- | -------- |
| 1998/99 | Cupa UEFA        | 1Q    | România  | FC Argeș Pitești | 1-5, 0-2 |
| 2005/06 | Cupa UEFA        | 1Q    | Slovacia | MŠK Žilina       | 1-0, 1-3 |
| 2006/07 | Liga Campionilor | 1Q    | Georgia  | Sioni Bolnisi    | 0-2, 1-0 |

## Lotul actual de jucători
| Nr. |             | Poziție | Jucător                  |
| --- | ----------- | ------- | ------------------------ |
| 23  | Senegal     | P       | Khalidou Sissokho        |
| 25  | Azerbaidjan | P       | Orkhan Mirzaev           |
| 2   | Azerbaidjan | F       | André Ladaga             |
| 3   | Azerbaidjan | F       | Rafael Amirbayov         |
| 5   | Azerbaidjan | F       | Ilgar Abdurahmanov       |
| 6   | Azerbaidjan | F       | Vugar Guliev             |
| 7   | Azerbaidjan | F       | Asif Abbasov             |
| 19  | Serbia      | F       | Bojan Ilic               |
| 8   | Bulgaria    | M       | Asen Nikolov             |
| 10  | Georgia     | M       | Amiran Mujiri            |
| 14  | Georgia     | M       | Aleksandr Gogoberishvili |
| 15  | Azerbaidjan | M       | Jamshid Maharramov       |
| 18  | Azerbaidjan | M       | Hafiz Aliyev             |

| Nr. |             | Poziție | Jucător               |
| --- | ----------- | ------- | --------------------- |
| 20  | Azerbaidjan | M       | Elnur Abbasov         |
| 22  | Azerbaidjan | M       | Vasif Aliyev          |
| 26  | Azerbaidjan | M       | Tarlan Khalilov       |
| 67  | Azerbaidjan | M       | Romal Huseynov        |
| 77  | Azerbaidjan | M       | Elnur Abdullaev       |
| 9   | Paraguay    | A       | Rodríguez Colman      |
| 12  | Argentina   | A       | Fernando Nestor Pérez |
| 16  | Azerbaidjan | A       | Farid Guliev          |
| 17  | Nigeria     | A       | Ahmad Tijani          |
| 27  | Azerbaidjan | A       | Emin Amiraslanov      |
| 55  | Azerbaidjan | A       | Leandro Gomes         |
|     | Azerbaidjan | M       | Elvin Nuriev          |
|     | Azerbaidjan | A       | Samir Musaev          |